# Спортивный регламент Формулы-1
Спортивный регламент Формулы-1 — свод правил, описывающих порядок проведения Гран-при Формулы-1, права и обязанности команд и пилотов.

## Общие положения
- Гран-при продолжается в течение трёх дней: с пятницы по воскресенье (исключения — до 2021 года включительно Гран-при Монако продолжался с четверга по воскресенье; Гран-при Лас-Вегаса проходит с четверга по субботу; и в 2024 году Гран-при Бахрейна и Саудовской Аравии тоже проходили с четверга по субботу). Гран-при состоит из свободных заездов, квалификации и гонки.
- В квалификации и гонке от каждой команды принимают участие 2 пилота. В случае болезни или иных причин третий пилот может заменить на квалификации и гонке одного из основных пилотов команды. В течение сезона за одну команду могут выступать, набирая для себя и для неё очки, до 4 пилотов.
- Чтобы участвовать в Гран-при, пилот обязан получить суперлицензию Международной автомобильной федерации[1].

## Распределение номеров

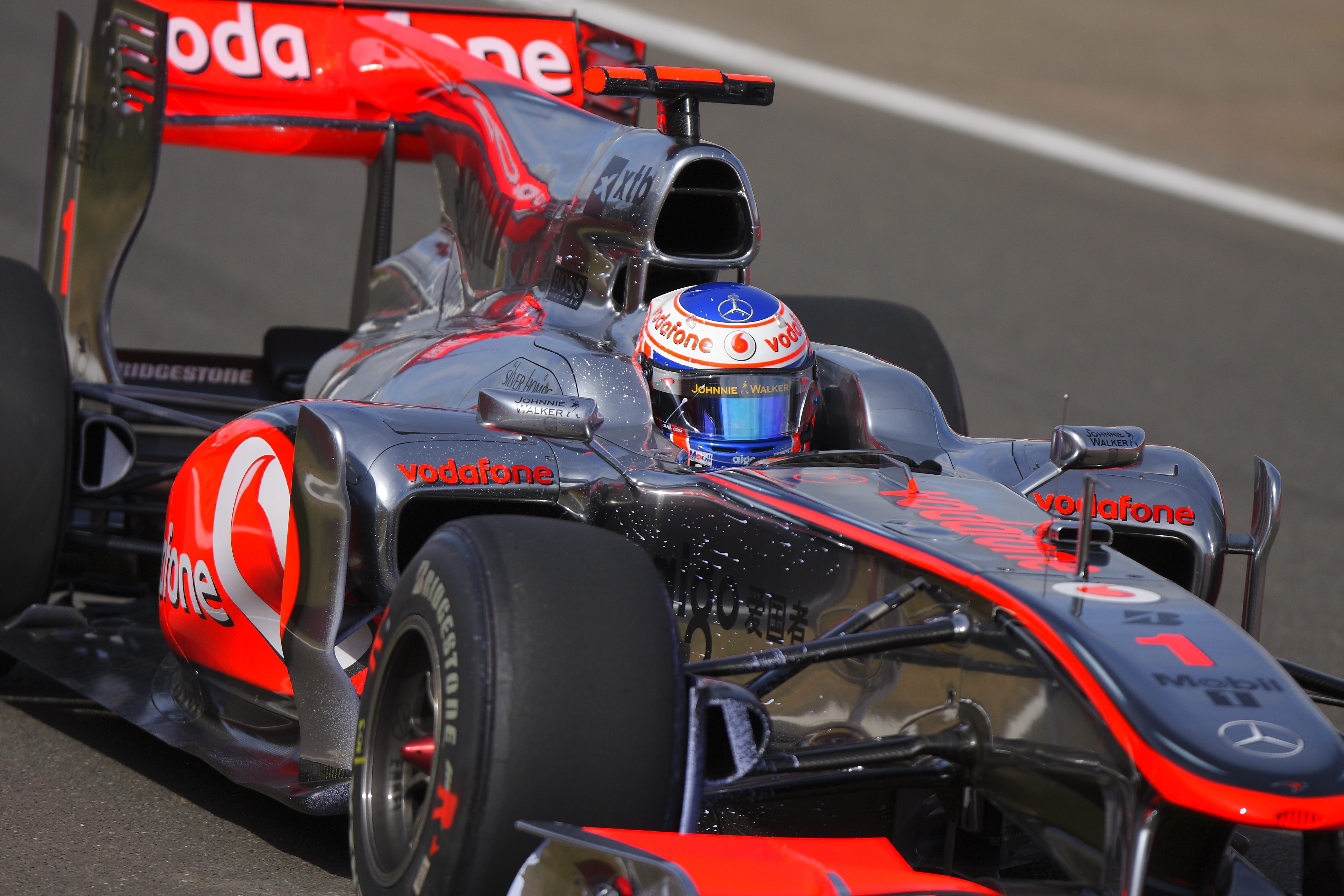
Дженсон Баттон в году выступал под номером 1 (номер расположен на носу автомобиля), так как выиграл чемпионат в году

Каждый автомобиль, принимающий участие в гонке, имеет свой гоночный номер. До 2014 года номера распределялись следующим образом:
- Номер 1 получал только автомобиль действующего чемпиона мира
- Номер 2 получал напарник по команде действующего чемпиона мира
- Далее номера распределялись в порядке мест, занятых командами в кубке конструкторов предыдущего года, за исключением номера 13, который пропускался при распределении (каждая команда сама распределяла номера между своими пилотами)
- В случае, если действующий чемпион мира не выступал в чемпионате мира, то команда, занявшая первое место в кубке конструкторов предыдущего года, получала номера 0 и 2

Начиная с сезона-2014 было введено правило постоянных (пожизненных) персональных номеров для всех пилотов. Всем действующим гонщикам перед началом сезона 2014 года, а потом и каждому новому гонщику, впервые выступающему основным пилотом команды, предлагается выбрать номер от 2 до 99 (за исключением номера 17, который в 2015 году был посмертно закреплён за Жюлем Бьянки), под которым он будет выступать в Формуле-1 на протяжении всей своей карьеры. Номер 1 зарезервирован исключительно для чемпиона мира предыдущего сезона, является переходящим, но не обязательным для использования в течение сезона (чемпион мира может выбрать выступать под своим постоянным номером). Каждый индивидуальный номер закрепляется за пилотом и действителен в течение двух лет после прекращения им выступления в Формуле-1, а затем номер попадает в пул номеров, доступных для выбора новыми гонщиками.

## Свободные заезды
- Свободные заезды (называемые также свободными тренировками) проводятся в течение трёх сессий: в пятницу (на Гран-при Монако до 2021 года включительно, а также на Гран-при Лас-Вегаса и иногда на некоторых других Гран-при — в четверг) с 10:00 до 11:30 (первая сессия) и с 14:00 до 15:30 (вторая сессия), а также в субботу с 11:00 до 12:00 (третья сессия). В течение свободных заездов гонщики проезжают трассу в свободном, определяемым ими самостоятельно, режиме, для того чтобы ознакомиться с трассой и настроить болид.
- На свободных заездах каждая команда имеет право использовать 2 автомобиля. На первой свободной тренировке разрешается замена гонщиков на других, предварительно заявленных гонщиков (так называемых, «пятничных» гонщиков) — при этом эти гонщики должны иметь за собой не более двух участий в Гран-при Формулы-1 в карьере. С 2022 по 2024 год, подобная замена должна была быть сделана за сезон хотя бы однажды для каждого заявленного автомобиля команды (то есть, минимально по 2 замены в каждой команде за сезон)[2]. С 2025 года количество таких обязательных замен было удвоено до двух в сезон на каждый автомобиль[2].
- Чтобы участвовать в гонке, гонщик обязан участвовать (то есть как минимум попытаться проехать 1 круг) в третьей сессии свободных заездов или квалификации[3].

## Квалификация
За многолетнюю историю Формулы-1 формат квалификации изменялся несколько раз. Ниже приведён действующий регламент квалификации на 2025 год при условии, что в чемпионате принимают участие 10 команд:
- Квалификация проводится в субботу в течение одного часа, чаще всего с 14:00 до 15:00 по местному времени, хотя это время варьируется от Гран-при к Гран-при.
- Квалификация состоит из трёх сессий. Во время каждой сессии пилот может проехать столько кругов, сколько захочет и успеет. В зачёт пойдёт круг с наименьшим временем.
  1. В первой сессии участвуют все пилоты. Они проезжают произвольное число кругов с 14:00 до 14:18. Для каждого пилота выбирается лучшее время прохождения круга, и последние 5 пилотов выбывают из борьбы за стартовую позицию. Пилоты, показавшие время хуже 107 % от времени лидера, квалификацию не проходят и могут стартовать в гонке только по решению судей.
  2. Во второй сессии (с 14:25 до 14:40) принимают участие оставшиеся 15 пилотов, снова проезжающих круги в произвольном режиме. Опять выбывают 5 пилотов, показавших худшее время по итогам данной сессии.
  3. В третьей сессии принимают участие 10 пилотов, показавших лучшие времена прохождения круга во второй сессии. Третья сессия проходит с 14:48 до 15:00. Эти гонщики соревнуются между собой на тех же условиях, что и в предыдущих сессиях.
- Во всех трёх сессиях пилоты могут проезжать квалификационные круги с любым количеством топлива в баках. После окончания квалификации все автомобили дозаправляются топливом, с которым они будут стартовать в гонке.
- В квалификации запрещается мешать другим пилотам проходить квалификацию.

## Стартовая решётка

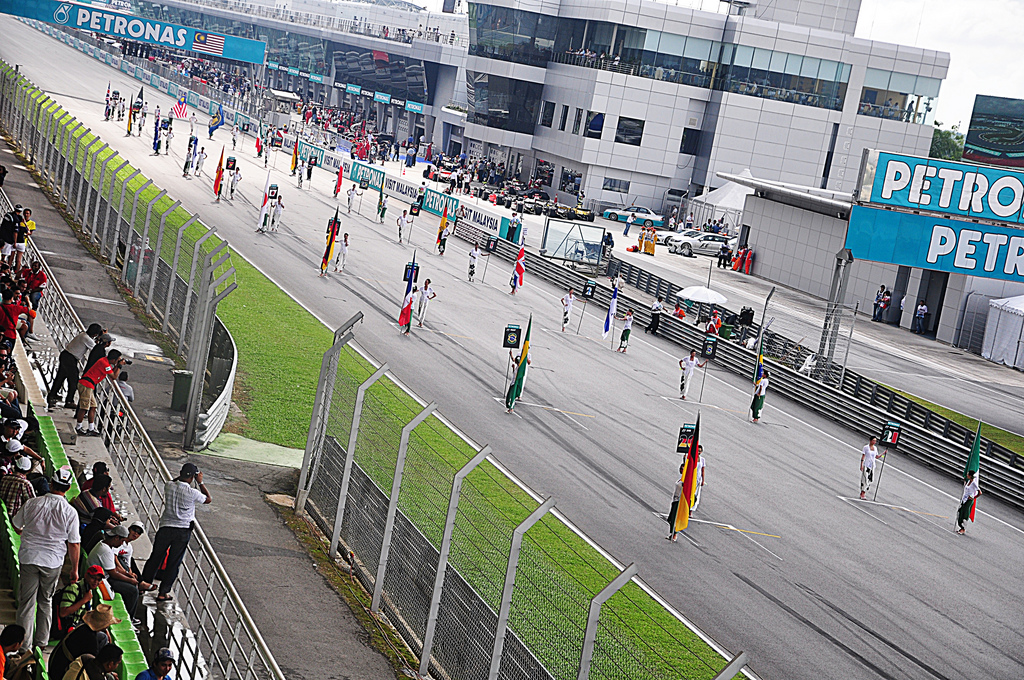
Стартовая решётка. Около каждой стартовой позиции размещается табличка с номером автомобиля и национальный флаг пилота. За 10 минут до старта таблички и флаги убирают со стартовой решётки

- Стартовая решётка состоит из стартовых позиций, образующих «ряды» по 2 машины в каждом (на практике, машины располагаются в шахматном порядке, и расстояние между всеми автомобилями, расположенными друг за другом в квалификации, одинаковое, независимо от того, расположены они на одном ряду или на соседних рядах). Расстояние между стартовыми позициями (в направлении «вдоль трассы», а не боковой интервал) — 8 метров.
- Стартовая решётка составляется следующим образом:
  - Позиции с 1 по 10 занимают пилоты, занявшие соответствующие позиции в третьей сессии квалификации.
  - Позиции с 11 по 15 занимают пилоты, занявшие соответствующие позиции во второй сессии квалификации.
  - Позиции с 16 по 20 занимают пилоты, занявшие соответствующие позиции в первой сессии квалификации.
- Если два или более пилотов покажут одинаковое время в любой сессии квалификации, то высшую позицию займёт пилот, показавший это время раньше.
- Если более чем один пилот не покажет времени в любой сессии квалификации, то позиции будут распределены следующим образом:
  - Высшую позицию получат пилоты, которые начали быстрый круг, но не закончили его.
  - За ними будут располагаться пилоты, вышедшие на прогревочный круг, но не закончившие его.
  - Последними будут пилоты, не начавшие прогревочный круг.
- Если под одну из вышеперечисленных категорий попадают более одного пилота, то с 2025 года места распределяются в соответствии с лучшим временем, показанным ими в предыдущем сегменте квалификации[2] (до 2025 года места распределялись в порядке их номеров[источник не указан 91 день]).
- Штрафы накладываются непосредственно перед гонкой в порядке, в котором судьи были информированы о фактах нарушений в отношении конкретных участников.

## Гонка

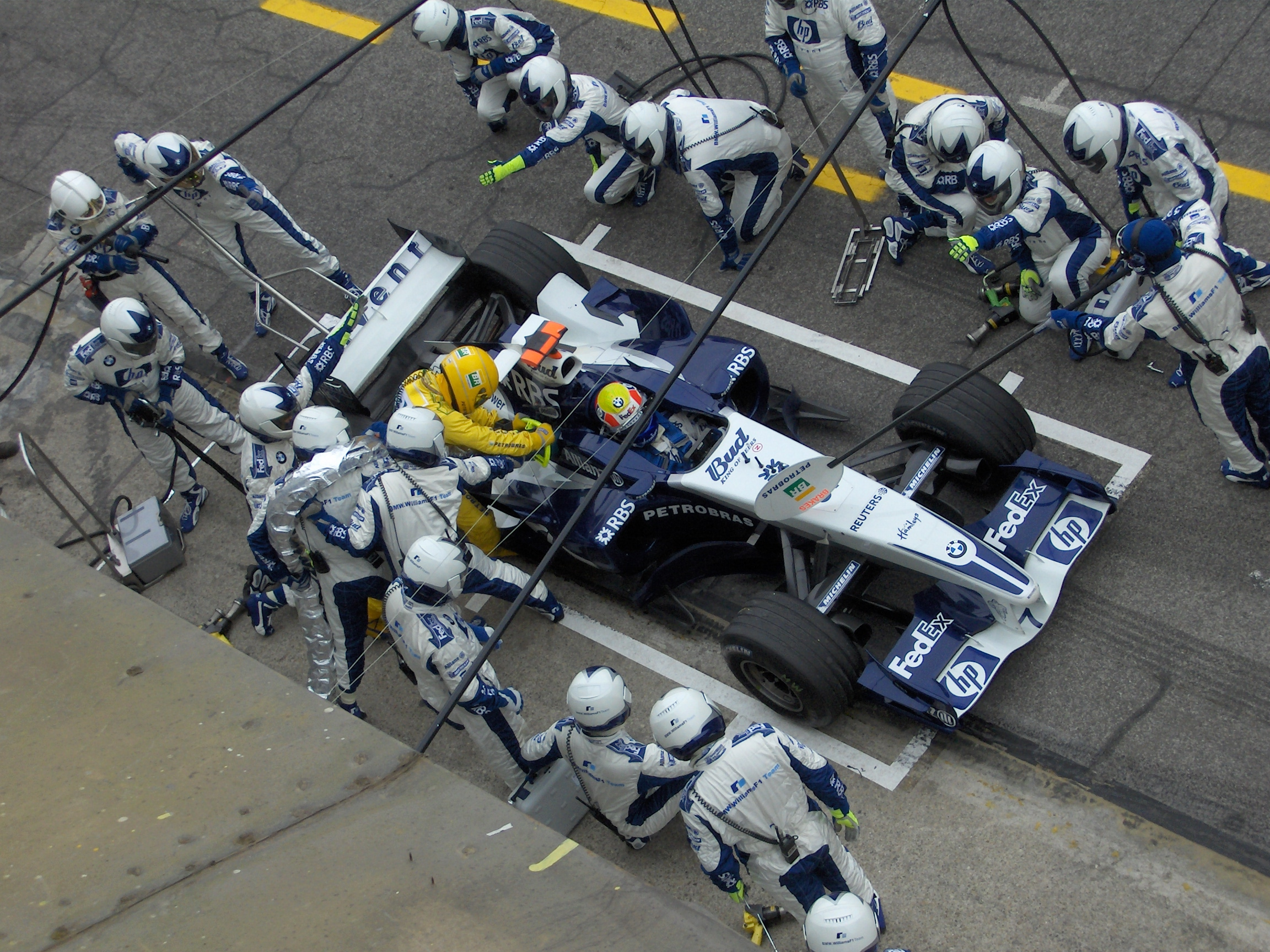
Пит-стоп Марка Уэббера на Гран-при Сан-Марино 2005 года

Гонка проводится в воскресенье. За гонку пилоты должны проехать количество кругов, которое заранее определяется исходя из длины круга автодрома и смещения между стартовой и финишной линиями: дистанция гонки должна соответствовать минимальному количеству кругов, такому чтобы она была не меньше чем 305 км (исключение — Гран-при Монако: для него установлен минимум в 260 км). При этом гонка не может продолжаться более двух часов. Это означает, что если за 2 часа лидер не преодолеет всю запланированную дистанцию гонки, то по истечении 2 часов круг, на котором в данный момент будет находиться лидер гонки, будет объявлен предпоследним. В случае остановки гонки, время остановки добавляется к лимиту в 2 часа, но при этом даже с добавленным временем гонка не может продолжаться более 4 часов.
В течение гонки команда может использовать произвольное количество пит-стопов для смены резины, замены повреждённых частей автомобиля (если это разрешено) и изменения настроек переднего антикрыла. Однако дозаправка по ходу гонки запрещена. Количество пит-стопов, то, как они будут распределены по ходу гонки, а также выбор типов резины, устанавливаемых на каждом из них, определяет стратегию гонки. Часто более выгодная стратегия может привести к превосходству более слабой машины над более сильной. Чаще всего команды проводят от 1 до 3 пит-стопов в зависимости от трассы, машины и выбранной стратегии. В течение гонки каждый пилот должен пройти хотя бы по 1 кругу на двух типах сухой резины из трёх имеющихся (исключением является дождевая гонка). Заезжая на пит-лейн, гонщик обязан снизить скорость до 80 км/ч (во время городских Гран-при — до 60 км/ч). Это обусловлено в первую очередь вопросами безопасности персонала команд, находящегося на пит-лейн.

### Предстартовая процедура
30 минут до стартаОткрывается пит-лейн, и автомобили проезжают по трассе своим ходом и занимают своё место на стартовой решётке с заглушёнными моторами. Гонщик может выполнить несколько «ознакомительных» кругов по трассе, но в конце каждого из них обязан проследовать через пит-лейн (на сниженной скорости) и не пересекать стартовую решётку.
17 минут до стартаЗвучит звуковой сигнал, который сообщает о закрытии пит-лейн через две минуты.
15 минут до стартаПит-лейн закрывается, и звучит повторный звуковой сигнал. Всякая машина, не покинувшая пит-лейн, может стартовать из боксов, но только после того, как выезд с пит-лейн минует весь пелотон на первом круге. Зажигаются пять пар красных сигналов стартового светофора.
10 минут до стартаЗвучит звуковой сигнал, и показывается информационное табло. Все, за исключением пилотов, официальных представителей и механиков команд, должны покинуть стартовую решётку.
5 минут до стартаЗвучит звуковой сигнал, и показывается информационное табло. Гаснет одна пара красных сигналов. Начинается предстартовый отсчёт. К этому моменту на всех машинах должны быть надеты колёса, в противном случае они стартуют с последнего места стартовой решётки или с пит-лейн. Любая машина, не занявшая своё место на стартовой решётке к моменту пятиминутного сигнала, должна стартовать с пит-лейн.
3 минуты до стартаЗвучит звуковой сигнал, и показывается информационное табло. Горят три пары красных сигналов. Пилоты должны находиться в машинах и быть пристёгнутыми ремнями безопасности.
1 минута до стартаЗвучит звуковой сигнал, и показывается информационное табло. Горят две пары красных сигналов. Моторы должны быть заведены, технический персонал должен покинуть стартовую решётку до момента 15-секундного сигнала.
15 секунд до стартаЗвучит звуковой сигнал, и показывается информационное табло. Горит одна пара красных сигналов. Всякий пилот, которому требуется помощь для старта, должен поднять руку. В этом случае позади машины становятся маршалы с жёлтыми флагами, чтобы предупредить остальных пилотов.

### Старт

Стартовый светофор

1. Гаснет последняя пара красных сигналов стартового светофора. Зажигаются два зелёных сигнала. Машины уходят на свой прогревочный круг. Через 30 секунд после старта прогревочного круга зелёные сигналы гаснут. Прогревочный круг используется, в основном, для того, чтобы прогреть резину, улучшив таким образом её гоночные характеристики. Маршалы должны убрать все машины, которые остались на стартовой решётке, наикратчайшим путём на пит-лейн, сразу после того, как пелотон покинул решётку. Если гонщик в состоянии самостоятельно вернуть машину в гонку, ему разрешается уйти на прогревочный круг.
2. Обгон на прогревочном круге разрешён только в тех случаях, когда машина не смогла вовремя покинуть свою стартовую позицию или машина соперника настолько замедлилась, что без обгона будут задержаны все гонщики, следующие позади. В подобных случаях обгоны разрешаются только для того, чтобы восстановить изначальный порядок старта. Если машина задержалась на стартовой решётке, то она не имеет права на обгон движущейся впереди неё машины, если все остальные соперники уже пересекли линию старта к моменту задержки на стартовой решётке (в этом случае задержавшийся гонщик в итоге уходит в гонку с последнего места). Если под это правило попадает более одного участника, то они располагаются в порядке ухода на прогревочный круг.
3. Если гонщик не в состоянии начать прогревочный круг, то он должен поднять руку. После перемещения машины на пит-лейн механикам вновь разрешается работать над машиной.
4. В конце прогревочного круга машины останавливаются на своих местах на стартовой решётке (место указывается маршалом с помощью таблички). Моторы машин должны работать. Как только все машины заняли своё место, стартер даёт сигнал «пять секунд» — зажигается первая пара красных сигналов светофора. Каждую секунду загорается следующая пара сигналов.
5. После того, как все пять пар красных сигналов светофора загорелись, все десять красных огней гаснут через заранее установленный, но определённый случайным образом интервал. Гонка начинается в тот момент, когда все огни гаснут.
6. В случае фиксирования фальстарта, участник в разные года наказывался разными штрафами: десятисекундным «стоп-энд-гоу», 5-секундным штрафом или проездом по пит-лейн. Фальстарт тоже фиксировался по-разному в разные годы: иногда визуально, а иногда (как, например, до изменения спортивного регламента в 2024 году вскоре после Гран-при Саудовской Аравии) только если официальный радиомаяк ФИА, размещённый на машине, регистрировал достаточное движение машины до старта гонки, причём независимо от того, было ли визуально зарегистрировано движение[5].

### Отмена старта
Если проблема возникает после возвращения на стартовую решётку в конце прогревочного круга, используется следующая процедура:
- Если создаётся проблема, которая может вызвать опасность во время старта, пилот должен поднять обе руки, сигнализируя об этом. Ответственные за этот ряд стартового поля маршалы тут же должны начать махать жёлтыми флагами.
- Если директор гонки считает, что старт гонки надо отложить, то через две секунды[уточнить] после зажигания сигналов отмены старта должны загореться зелёные сигналы светофора.
- Будет показана доска с объявлением «Дополнительный прогревочный круг» и все машины, которые могут сделать это, должны покинуть стартовую решётку и уйти на дополнительный прогревочный круг, а машина, на которой возникла проблема, будет откачена на пит-лейн.
- Затем команда может попытаться решить проблему и если она будет успешно решена, то машина сможет принять старт с пит-лейн. Если таких машин больше одной, то их стартовый порядок определяется очерёдностью их прибытия к концу пит-лейн.
- Каждый раз при подобной отмене старта дистанция гонки сокращается на 1 круг.

### Отложенный старт
Если после начала прогревочного круга и до начала гонки старт по каким-либо причинам требуется отложить, то об этом просигнализируют мигающие оранжевые огни на светофоре и информационное табло «Отложенный старт». Гонщики остаются на стартовой решётке и прекращают работу двигателей. С этого момента инициируется обычная предстартовая процедура, начиная с шага «5 минут до старта».

### Дождевой старт
Стандартная стартовая процедура в этом случае может быть изменена следующим образом:
1. Если дождь начинает идти после пятиминутного сигнала, но до момента начала гонки, то старт откладывается, и командам разрешается сменить резину. С этого момента инициируется предстартовая процедура, начиная с шага «15 минут до старта».
2. Если к моменту старта директор гонки считает, что количество воды на трассе является небезопасным даже при использовании дождевых шин, то старт откладывается на неопределённое время. О времени старта сообщается дополнительно, но не позднее, чем за 10 минут до него.
3. Гонка может стартовать позади машины безопасности если количество воды на трассе слишком велико для безопасного выполнения обычной процедуры старта с места, но недостаточно для переноса старта. В этом случае прогревочный круг не проводится, и гонка начинается как только загораются зелёные огни светофора.

### Машина безопасности

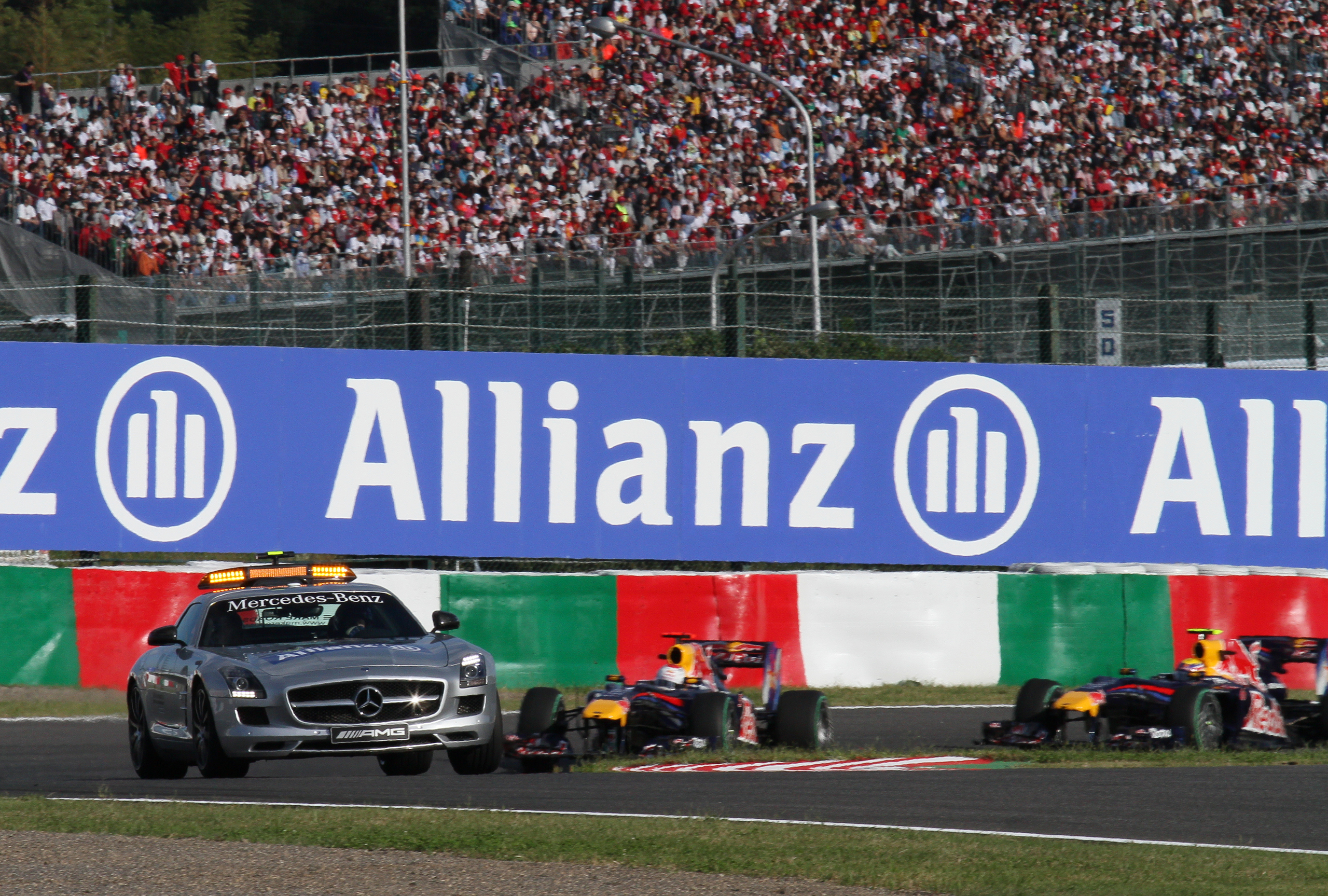
Машина безопасности на трассе. Лидер гонки Себастьян Феттель следует за ней

- Машина безопасности (англ. safety car) может быть использована только в тех случаях, когда участникам или официальным лицам в настоящий момент грозит физическая опасность, но обстоятельства позволяют не останавливать гонку. Решение о выезде машины безопасности принимается дирекцией гонки.
- Машина безопасности выезжает на трассу с пит-лейн, вне зависимости от текущего местоположения лидера гонки на трассе. Все маршалы демонстрируют жёлтые флаги и таблички «SC» (от англ. safety car). На машине безопасности загораются мигающие оранжевые огни. Все участники должны снизить скорость и выстроиться за машиной безопасности на расстоянии не больше, чем десять длин корпуса машин от впередиидущей машины. Контроль снижения скорости пилотами осуществляет специальная система, указывающая минимальное время прохождения круга.
- Во время нахождения машины безопасности на трассе обгоны запрещены, за исключением:
  - когда пилоту при помощи зелёных огней даётся прямое указание на обгон пилотом машины безопасности;
  - когда обгоняемая машина замедляется из-за очевидных проблем;
  - машины, въезжающей на пит-лейн, с момента пересечения ей «первой линии машины безопасности»;
  - машины, выезжающей с пит-лейн, до момента пересечения ей «второй линии машины безопасности»;
  - машины, остановившейся на пит-лейн.
- Если между машиной безопасности и лидером гонки есть другие машины на трассе, то они должны обогнать машину безопасности (после того, как с машины безопасности будет подан гонщику такой сигнал посредством мигающих зелёных огней) и присоединиться к концу пелотона на следующем круге.
- Пилоты имеют право заезжать на пит-лейн, но при этом обязаны сменить резину.
- Если часть трассы блокирована, то машина безопасности (а следом за ней и все остальные машины) может проезжать через пит-лейн. Оранжевые огни по-прежнему мигают. При этом гонщикам разрешается заезжать к своим механикам для обслуживания.
- Машина безопасности остаётся на трассе до тех пор, пока опасность, угрожающая гонке, не будет устранена, и все пилоты, начиная с лидера, не выстроятся позади машины безопасности. Сигналом окончания периода машины безопасности являются погашенные оранжевые огни, а также соответствующее сообщение на техническом мониторе. Это означает, что машина безопасности покинет трассу в конце текущего круга. С момента, когда огни на машине безопасности гаснут, лидер гонки более не должен следовать за машиной безопасности на расстоянии 10 корпусов автомобиля, и может самостоятельно определять свою скорость.
- Как только машина безопасности заезжает в боксы, на светофоре на прямой «старт—финиш» загораются зелёные сигналы и маршалы демонстрируют зелёные флаги. Обгоны запрещены до момента пересечения «первой линии машины безопасности», за исключением тех случаев, когда впередиидущая машина замедляется из-за очевидных проблем. Это правило не относится к ситуации, когда машина безопасности покидает трассу на последнем круге — в этом случае обгоны запрещены до самого конца круга.
- Круги, проведённые позади машины безопасности, идут в счёт гоночной дистанции.

### Остановка гонки

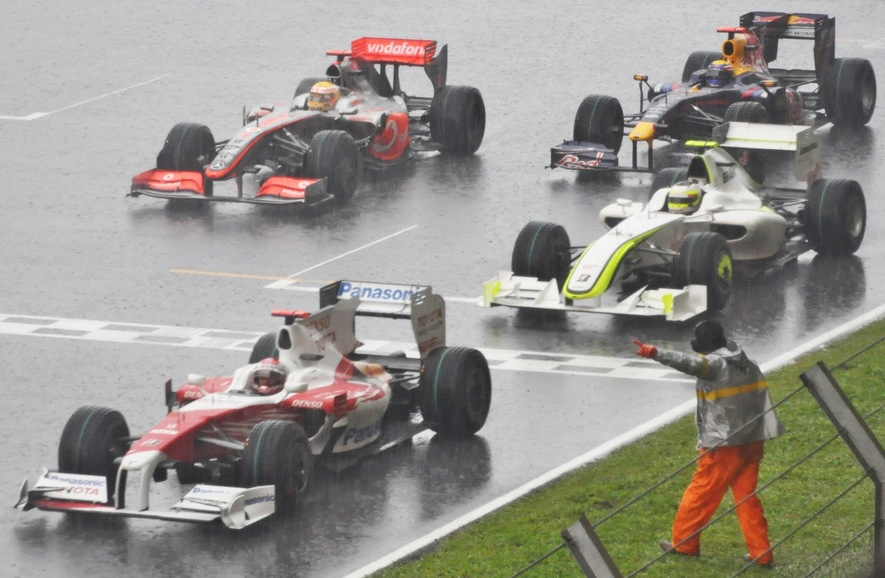
Гонка остановлена из-за сильного дождя. Маршалы на трассе руководят действиями пилотов

- Гонка останавливается в случае блокировки трассы или если погодные условия не позволяют продолжить гонку. Решение об остановке гонки принимает директор гонки. В этом случае на светофоре над линией старта загораются красные сигналы и все посты маршалов показывают красные флаги.
- В момент остановки гонки выезд с пит-лейн закрывается и все пилоты должны медленно проследовать к стартовой решётке, где должны остановиться на стартовых местах в соответствии с порядком прибытия туда.
- Если некоторые автомобили не могут проследовать к линии красного флага из-за блокировки трассы, они могут продолжить движение после устранения препятствия на трассе и будут выстроены в порядке, в котором они были до остановки трассы.
- Во время остановки гонки измерение времени не прекращается, работа может производиться только над автомобилями, выстроенными за линией красного флага. Если пилот заедет на пит-лейн, на него будет наложен штраф «проезд по пит-лейн» после рестарта гонки.
- Разрешается проводить любые работы над автомобилями, которые не мешают возобновлению гонки.
- Все время остановки гонки пилоты должны следовать указаниям маршалов.
- Как только причина остановки гонки устранена, начинается процедура возобновления гонки, аналогичная процедуре старта за машиной безопасности. За 2 минуты до намеченного возобновления гонки, все пилоты, находящиеся на стартовой решётке впереди лидера, должны без обгонов пройти полный круг и встать позади всех на стартовой решётке.

## Финиш
- Сигнал об окончании гонки (клетчатый флаг) должен быть показан на линии финиша лидеру после прохождения им полной дистанции или после истечения двух часов + время, потраченное на остановку гонки.
- После того, как сигнал об окончании гонки будет показан, все пилоты, пересекающие линию финиша, заканчивают гонку и должны проследовать в закрытый парк.
- Если сигнал об окончании гонки по ошибке будет показан раньше, чем нужно, то гонка считается законченной, и результат будет засчитан по последнему кругу, который преодолел лидер до того, как был показан сигнал об окончании гонки.
- Если по ошибке сигнал об окончании гонки не будет показан в нужное время, то гонка всё равно считается законченной в установленное время, в соответствии с вышеприведённым правилом.

## Классификация
- Классификация является единственным официальным результатом Гран-при.
- Классифицированными являются не дисквалифицированные пилоты, прошедшие не менее 90 % от количества кругов победителя (округление ведётся в меньшую сторону). Примеры:
  - Если победитель прошёл 70 кругов, то все пилоты, прошедшие {\displaystyle [70\cdot 0{,}9]=[63]=63} и более кругов будут классифицированы.
  - Если победитель прошёл 71 круг, то все пилоты, прошедшие {\displaystyle [71\cdot 0{,}9]=[63{,}9]=63} и более кругов будут классифицированы.
- Места в классификации распределяются следующим образом:
  - Высшие места занимают пилоты, прошедшие больше кругов.
  - Среди пилотов, прошедших равное количество кругов, более высокое место займёт пилот, прошедший эти круги за меньшее время.
- Пилоты, занявшие первое, второе и третье места, поднимаются на подиум и получают призовые кубки. Также призовой кубок получает представитель команды-победителя. В честь гонщика-победителя играет гимн его страны, а затем — гимн страны, за которую выступает команда победителя. Затем следует традиционный «душ» из шампанского.

## Флаги

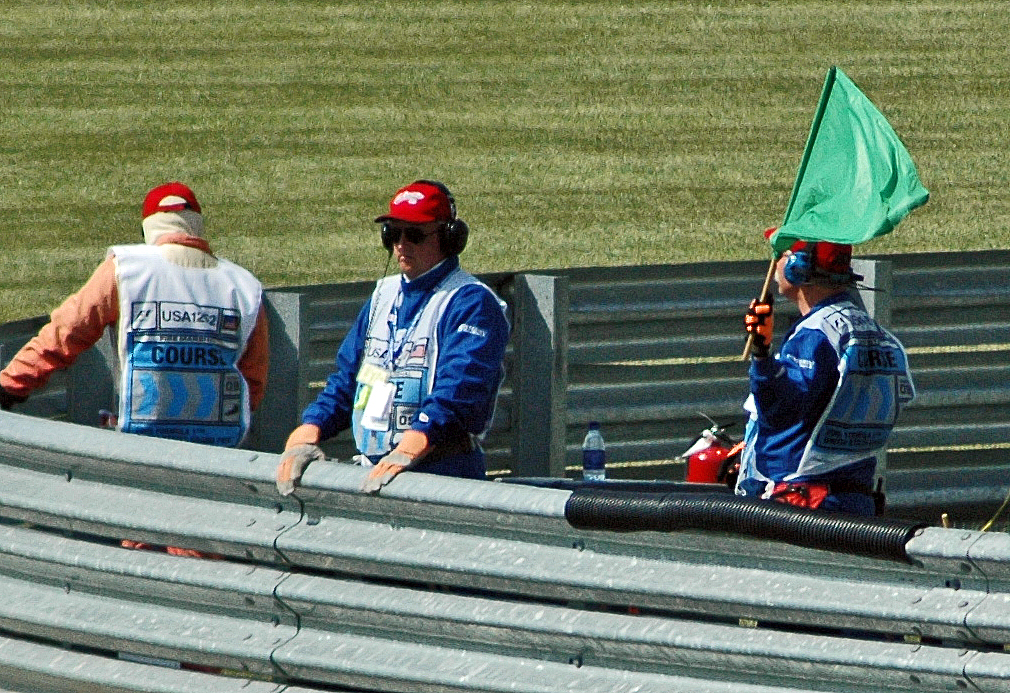
Маршал показывает пилотам зелёный флаг, обозначая тем самым конец опасного участка

Для дополнительной сигнализации гонщикам о различных событиях во время свободных заездов, квалификации и гонки маршалы используют флаги различного цвета. Вместо флагов (а на практике — вместе с ними) могут использоваться специальные световые табло. Информация о флагах также дублируется на экране на руле автомобиля.

### Используемые дирекцией гонки
Решение о демонстрации таких флагов принимает исключительно дирекция гонки.
Клетчатый чёрно-белый флаг

Сигнал об окончании гонки или тренировки. Демонстрируется на финише последнего круга гоночной дистанции или в конце тренировки.
Красный флаг

Остановка гонки. Этот флаг одновременно демонстрируют все маршалы по трассе. Все гонщики должны немедленно прекратить гонку и выполнять действия по процедуре «Остановка гонки»
Флаг, состоящий из двух треугольников (чёрного и белого)

Предупреждение участнику за неспортивное поведение. Демонстрируется вместе с белым номером машины на чёрной доске. Выносится лишь однажды, следующее проявление подобного рода действий может повлечь штрафные санкции.
Чёрный флаг

Дисквалификация участника. Демонстрируется вместе с белым номером машины на чёрной доске. Гонщик, получивший подобный сигнал, в течение круга должен покинуть гонку, остановившись в боксах своей команды. Решение о дисквалификации принимается стюардами ФИА.
Чёрный флаг с оранжевым диском в центре

Демонстрируется вместе с белым номером машины на чёрной доске. Сообщение гонщику, что техническое состояние его машины составляет угрозу для него самого и/или безопасного проведения гонки. В течение круга пилот должен остановиться в боксах своей команды для устранения неисправностей.

### Используемые маршалами на трассе
Решение о демонстрации таких флагов принимается маршалами, отвечающими за определённый участок трассы.
Жёлтый флаг

Сигнал о возможной опасности. Возможны варианты демонстрации:
- Одиночный флаг — снизить скорость, обгоны запрещены, опасность вблизи трассы.
- Двойной флаг — снизить скорость, обгоны запрещены, быть готовым к необычной траектории или остановке.

Обгоны запрещены, начиная с места демонстрации маршалом жёлтого флага и пока гонщик не проедет зелёный флаг, сигнализирующий о конце опасной зоны.
Жёлтый флаг с поперечными красными полосами

Сигнализирует об ухудшении условий сцепления с асфальтом из-за масла или воды на трассе. Флаг показывается неподвижным в течение не менее чем 4 кругов, если только сцепные свойства не вернутся к нормальным.
Зелёный флаг

Разрешено движение в обычном ритме. Обычно указывает на конец опасной зоны.
Белый флаг

На трассе находится медленно движущийся автомобиль (автомобиль участника или официальная машина).
Голубой флаг

Демонстрируется пилоту, которого должны обогнать. Означает следующее:
- На выезде с пит-лейн — по трассе в районе выезда с пит-лейн движется машина, необходимо проявить осторожность при выезде с пит-лейн.
- В течение тренировки — необходимо пропустить более быструю машину, которая находится позади.
- В гонке — необходимо пропустить машину, обгоняющую на круг или более, в первом же удобном месте.

## Чемпионат мира и кубок конструкторов
Каждый сезон Формулы-1 является соревнованием пилотов за чемпионат мира среди гонщиков, а команд — за чемпионат мира среди конструкторов (по историческим причинам также называемый «кубком конструкторов»). На протяжении сезона очки, набранные пилотом на каждом Гран-при, суммируются. Команда получает за каждую гонку все очки, набранные обоими её пилотами. В конце сезона производится подсчёт очков и выявляются победители в обеих номинациях.
За гонку очки получают первые 10 пилотов, если они попали в итоговую классификацию. Система начисления очков такова:
- 1 место — 25 очков
- 2 место — 18 очков
- 3 место — 15 очков
- 4 место — 12 очков
- 5 место — 10 очков
- 6 место — 8 очков
- 7 место — 6 очков
- 8 место — 4 очка
- 9 место — 2 очка
- 10 место — 1 очко

Также в некоторых сезонах начислялись очки за лучший круг в гонке (1 очко, последний раз начислялось в сезоне 2024 года) и за специальные мини-гонки, называемые спринтами (проводящиеся с 2021 года). Более подробно система начисления очков описана в статье «Система начисления очков в чемпионате мира Формулы-1».